# Hendrik Willem van den Brink
Hendrik Willem van den Brink (Den Haag, 20 augustus 1920 - Zuid-Scharwoude, 20 juli 2000) was een Nederlands politicus van de ARP en later het CDA.
Na het gymnasium heeft hij economie en journalistiek-publicistiek gestudeerd. Hij was journalist bij het dagblad Trouw en ging later werken bij de Nieuwe Provinciale Groninger Courant waar hij van 1958 tot 1962 hoofdredacteur was. Daarna was hij tot 1965 directeur van het bondsbureau voor christelijk lager- middelbaar- en hoger- beroepsonderwijs in Utrecht waarna hij directeur werd van de Stichting Noordwest Veluwe in Harderwijk. Daarnaast was hij als redacteur betrokken bij het ARP-partijblad 'Nederlandse Gedachten'. In juni 1974 werd Van den Brink benoemd tot burgemeester van Langedijk wat hij tot oktober 1984 zou blijven. Hij overleed midden 2000 op 79-jarige leeftijd.